# شهرستان اوموتینسکی
شهرستان اوموتینسکی (به لاتین: Omutinsky District) یک شهرستان در روسیه است که در استان تیومن واقع شده‌است.